# Place Andréa Jadoulle
La place Andréa Jadoulle est une place de la section d'Angleur faisant partie de la ville belge de Liège.

## Historique
Cette place s'appelait la place de l'Église en raison de la présence du côté nord-est de l'ancienne église Saint Remi (ou Remy) qui se trouvait à droite de l'ancien presbytère et qui fut remplacée en 1861 par l'église actuelle située quelques dizaines de mètres plus loin, le long de la rue de la Vaussale. Ensuite, la place s'est appelée place de l'École Moderne avant de prendre son nom actuel en 1977. 

## Odonymie
La place rend hommage à Andréa Jadoulle (1896-1975), pédagogue et auteure de publications de pédagogie et directrice-conseil des écoles. L'école Andréa Jadoulle (ancienne école de filles), bâtiment comprenant des éléments de style Art déco, donne sur la place mais est répertoriée sur la rue de la Vaussale.

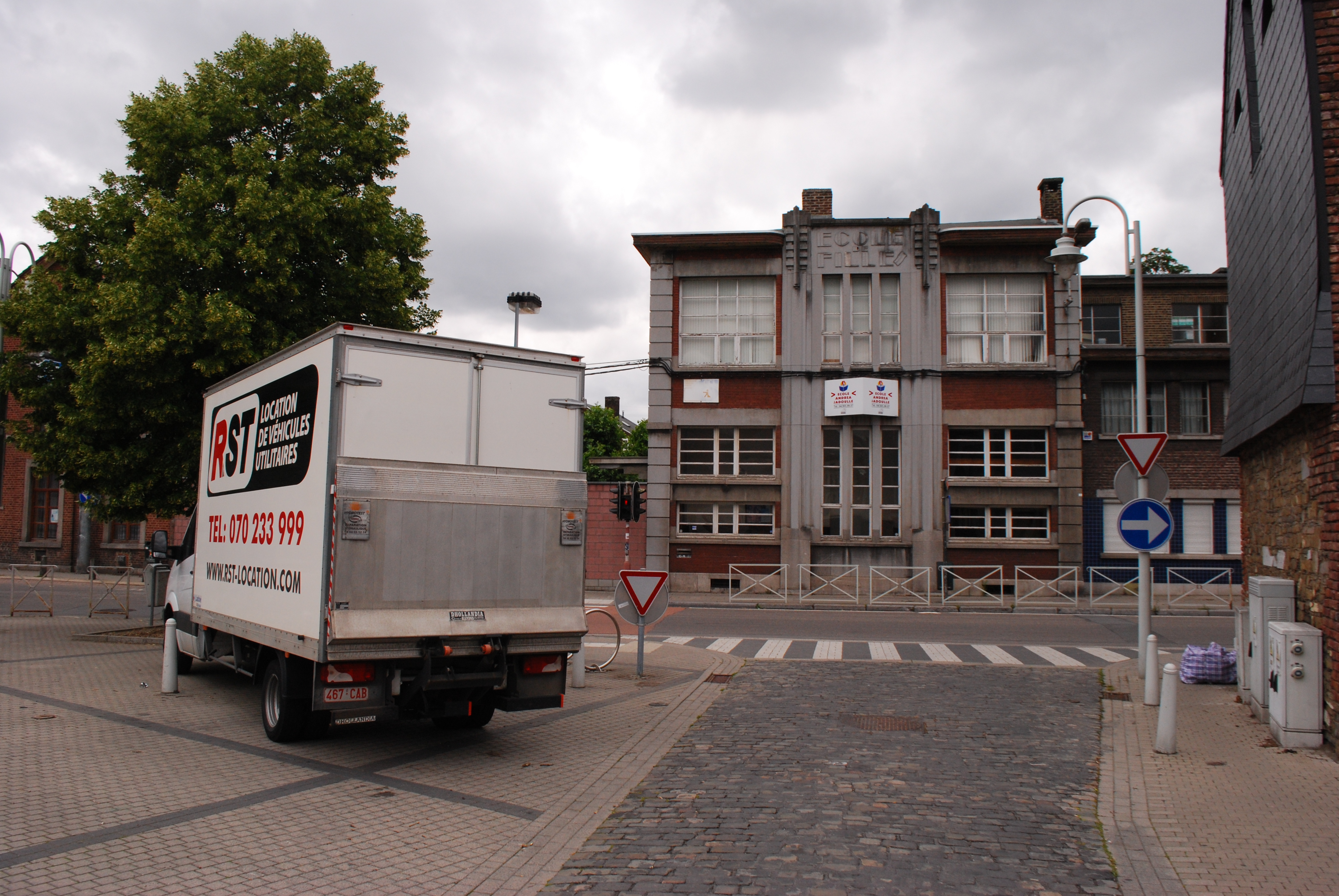
École Andréa Jadoulle

## Localisation et description
Cette place presque rectangulaire d'une superficie d'environ 3 300 m2 marque le centre géographique de la localité d'Angleur. Elle relie la rue Vaudrée à la rue de Tilff et est bordée à l'ouest par la rue de la Vaussale. Les rues Burton et des Coudriers s'y raccordent aussi. Réaménagée en 2002, la partie centrale pavée de klinkers et piétonne est bordée par huit arbres. Elle comprend au total une petite trentaine de places de parking.

## Patrimoine
L'ancien presbytère érigé vers 1800 se situe au no 3. Comprenant quatre travées et deux niveaux (un étage), il est bâti en brique avec encadrements des baies en pierre calcaire. À droite du presbytère, le mur en pierre est un vestige de l'ancienne église du XVIIe siècle disparue au XIXe siècle. Ce mur est percé d'un portail cintré à clé de voûte (entrée de l'ancienne église) et comprend deux dalles funéraires placées verticalement.

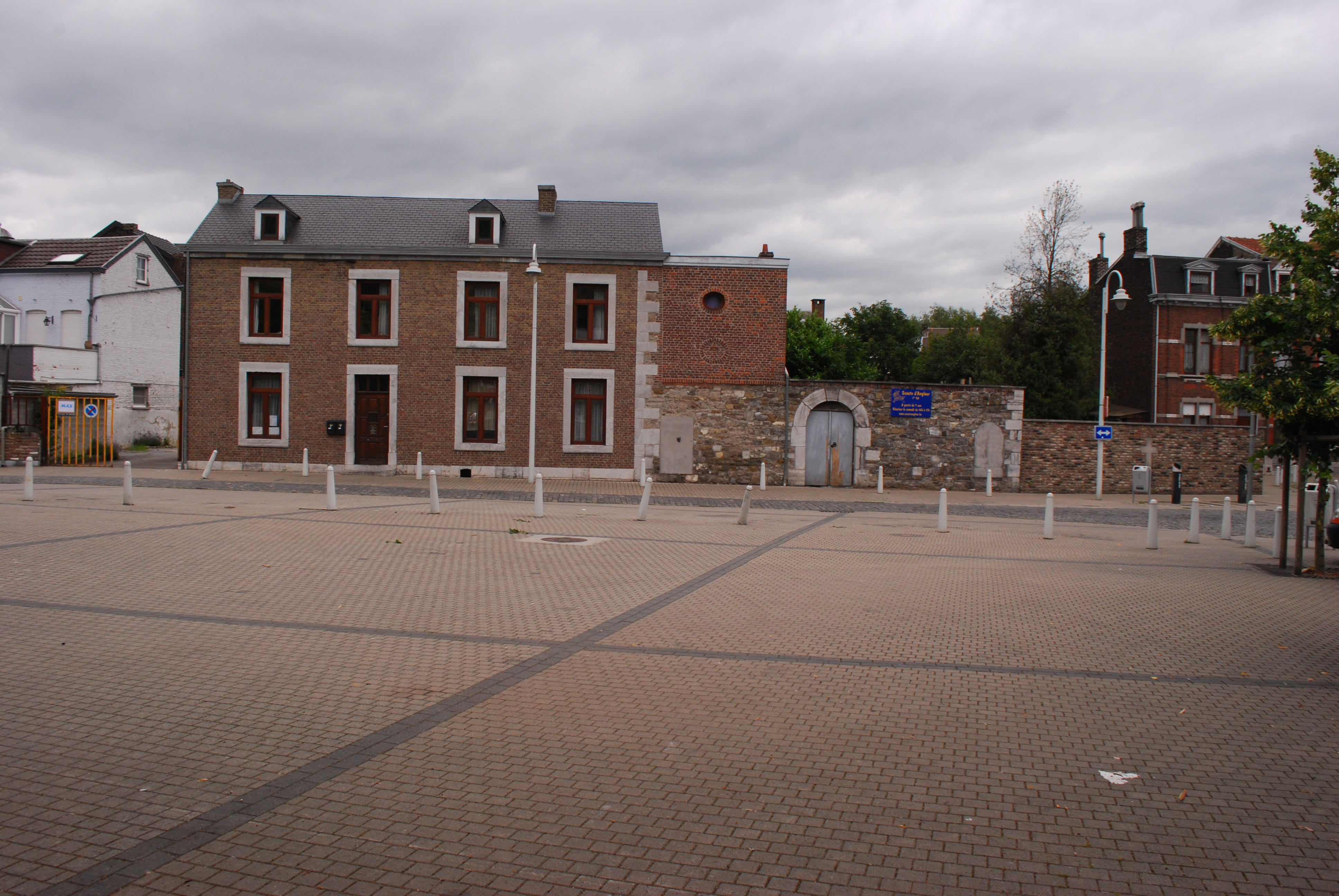
Ancien presbytère

## Rues adjacentes
- Rue de la Vaussale
- Rue Vaudrée
- Rue des Coudriers
- Rue de Tilff
- Rue Burton